# جنگل‌های سوزنی‌برگ حاره‌ای و جنب‌حاره‌ای

وسعت مناطق جنگلی سوزنی‌برگ حاره‌ای و جنب‌حاره‌ای

جنگل‌های سوزنی‌برگ حارّه‌ای و جنب‌حارّه‌ای نوعی زیستگاه جنگلی حارّه‌ای هستند که توسط صندوق جهانی طبیعت تعریف شده است. این جنگل‌ها عمدتاً در آمریکای شمالی و مرکزی می‌شوند و میزان بارندگی کم و تغییر متوسط دما را تجربه می‌کنند. جنگل‌های سوزنی‌برگ حاره‌ای و جنب‌حاره‌ای با گونه‌های متنوعی از مخروطیان مشخص می‌شوند که سوزن‌های آنها برای مقابله با شرایط آب و هوایی متغیر سازگار است. بیشتر مناطق زیست‌محیطی جنگل‌های سوزنی برگ حاره‌ای و جنب‌حاره‌ای در قلمروهای نوحاره‌ای، ، از ایالت‌های آتلانتیک میانی گرفته تا نیکاراگوئه و در آنتیل بزرگ، باهاما و برمودا یافت می‌شوند. سایر مناطق بوم‌گردی جنگل‌های سوزنی‌برگ حاره‌ای و جنب‌حاره‌ای در آسیا وجود دارند. مکزیک دارای غنی‌ترین و پیچیده‌ترین جنگل‌های سوزنی‌برگ جنب‌حاره‌ای جهان است. جنگل‌های سوزنی‌برگ آنتیل بزرگ دارای بسیاری از گونه‌های بومی و بازمانده هستند.
بسیاری از پرندگان کوچنده و پروانه‌ها، زمستان را در جنگل‌های سوزنی‌برگ حاره‌ای و جنب‌حاره‌ای می‌گذرانند. این زیست‌بوم دارای یک سایبان ضخیم و بسته است که نور را به کف جنگل راه نمی‌دهد و اجازه می‌دهد تنها کمی زیربرس داشته باشد. در نتیجه، زمین اغلب با قارچ و سرخس پوشیده شده است. درختچه‌ها و درختان کوچک، یک طبقه زیرین گوناگونی را فراهم می‌سازند.

## بوم‌ناحیه‌ها
| بوم‌ناحیه‌های جنگل‌های سوزنی‌برگ حاره‌ای و جنب‌حاره‌ای هندومالایی | بوم‌ناحیه‌های جنگل‌های سوزنی‌برگ حاره‌ای و جنب‌حاره‌ای هندومالایی |
| ---------------------------------------------------------- | ---------------------------------------------------------- |
| جنگل‌های کاج جنب‌حاره‌ای هیمالیا                              | بوتان (کشور), هند، نپال، پاکستان                           |
| جنگل‌های کاج حاره‌ای لوزون                                   | فیلیپین                                                    |
| جنگل‌های کاج شمال شرقی هند و میانمار                        | میانمار، هند                                               |
| جنگل‌های کاج حاره‌ای سوماترا                                 | اندونزی                                                    |

| بوم‌ناحیه‌های جنگل‌های سوزنی‌برگ حاره‌ای و جنب‌حاره‌ای قلمرو نوحاره‌ای | بوم‌ناحیه‌های جنگل‌های سوزنی‌برگ حاره‌ای و جنب‌حاره‌ای قلمرو نوحاره‌ای |
| -------------------------------------------------------------- | -------------------------------------------------------------- |
| Bahamian pineyards                                             | باهاما                                                         |
| جنگل‌های کاج بلیز                                               | بلیز                                                           |
| جنگل‌های کاج و بلوط آمریکای مرکزی                               | السالوادور، گواتمالا، هندوراس، مکزیک، نیکاراگوئه               |
| Cuban pine forests                                             | کوبا                                                           |
| Hispaniolan pine forests                                       | هائیتی، جمهوری دومینیکن                                        |
| Miskito pine forests                                           | هندوراس، نیکاراگوئه                                            |
| جنگل‌های کاج و بلوط سیرا دو لا لاگونا                           | مکزیک                                                          |
| جنگل‌های کاج و بلوط سیرا مادره ده اواخاکا                       | مکزیک                                                          |
| جنگل‌های سیرا مادره دل سور کاج                                  | مکزیک                                                          |
| جنگل‌های کاج و بلوط ناحیه آتشفشانی                              | مکزیک                                                          |

| بوم‌ناحیه‌های جنگل‌های سوزنی‌برگ حاره‌ای و جنب‌حاره‌ای قلمرو نوشمالگان | بوم‌ناحیه‌های جنگل‌های سوزنی‌برگ حاره‌ای و جنب‌حاره‌ای قلمرو نوشمالگان |
| --------------------------------------------------------------- | --------------------------------------------------------------- |
| جنگل‌های سوزنی‌برگ جنب‌حاره‌ای برمودا                               | برمودا                                                          |